# Kreuzdorn
Kreuzdorn (Rhamnus), auch Wegedorn genannt, bildet eine Pflanzengattung innerhalb der Familie der Kreuzdorngewächse (Rhamnaceae). Die etwa 100 Arten sind bis auf einige wenige Regionen weltweit verbreitet.

## Beschreibung und Ökologie

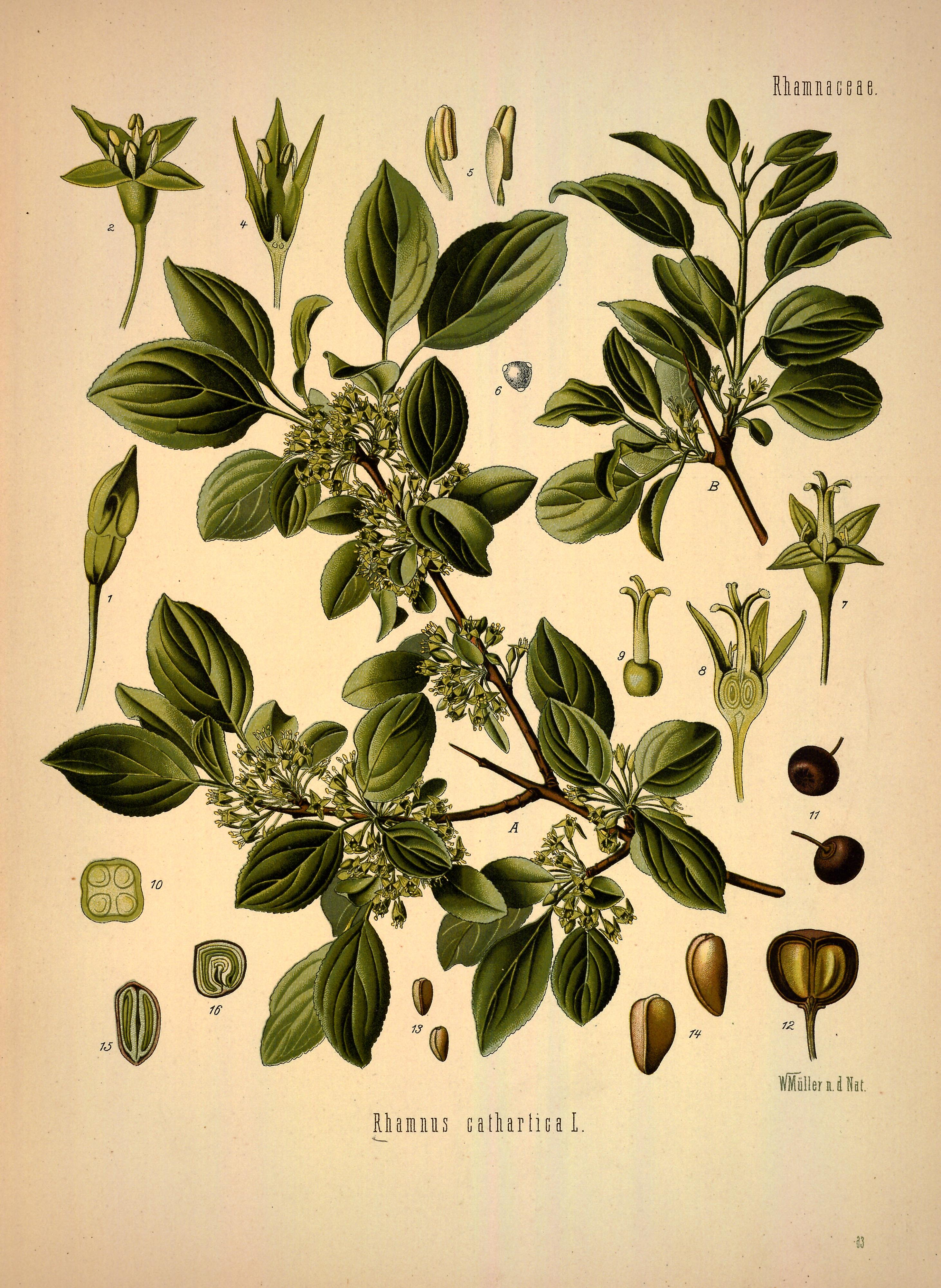
Illustration aus Köhler's Medizinal-Pflanzen in naturgetreuen Abbildungen mit kurz erläuterndem Texte, Tafel 63 des Purgier-Kreuzdorn (Rhamnus cathartica)

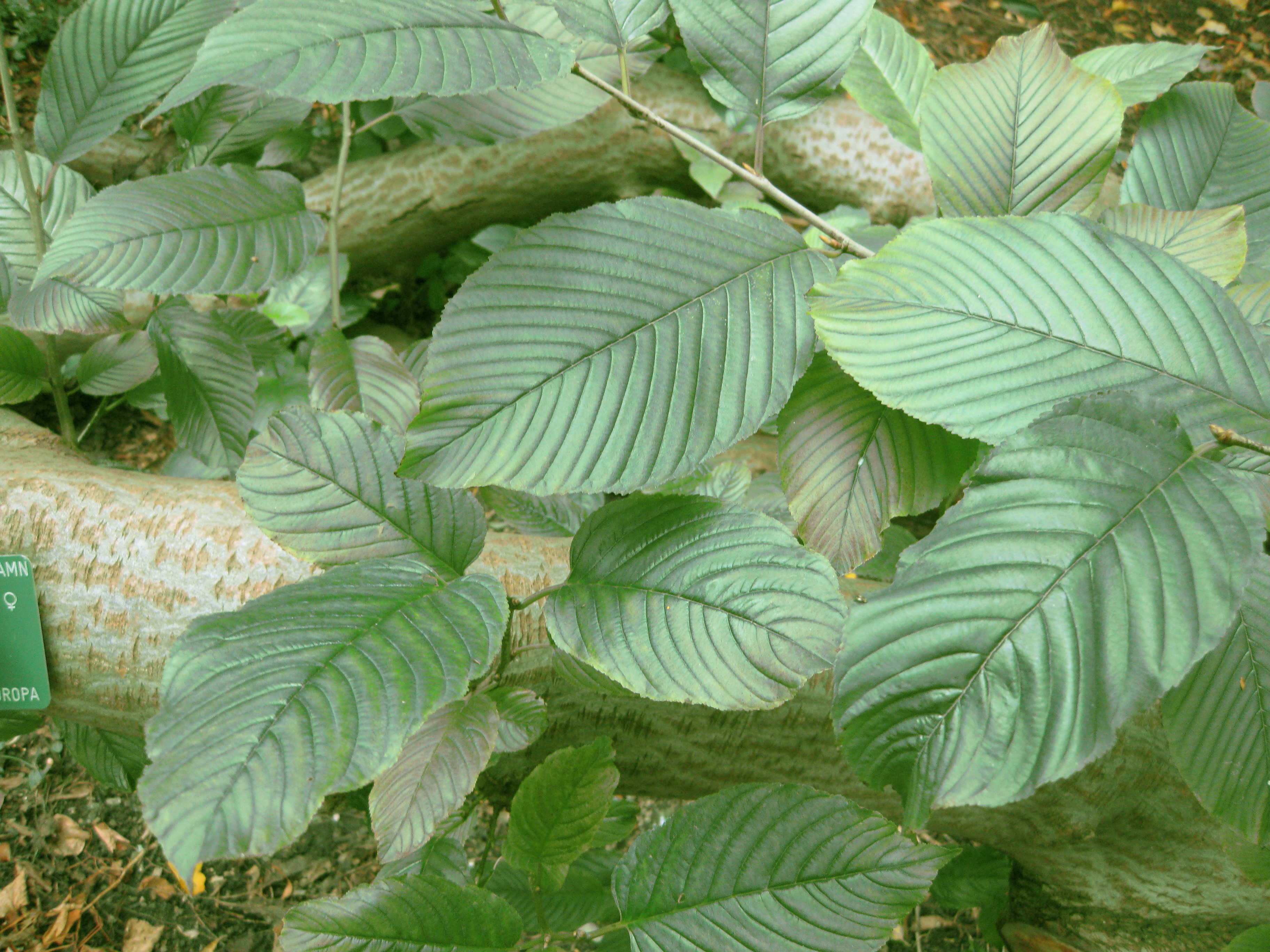
Zweige mit Laubblättern des Alpen-Kreuzdorns (Rhamnus alpina)

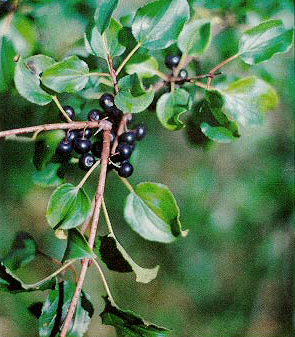
Purgier-Kreuzdorn (Rhamnus cathartica)

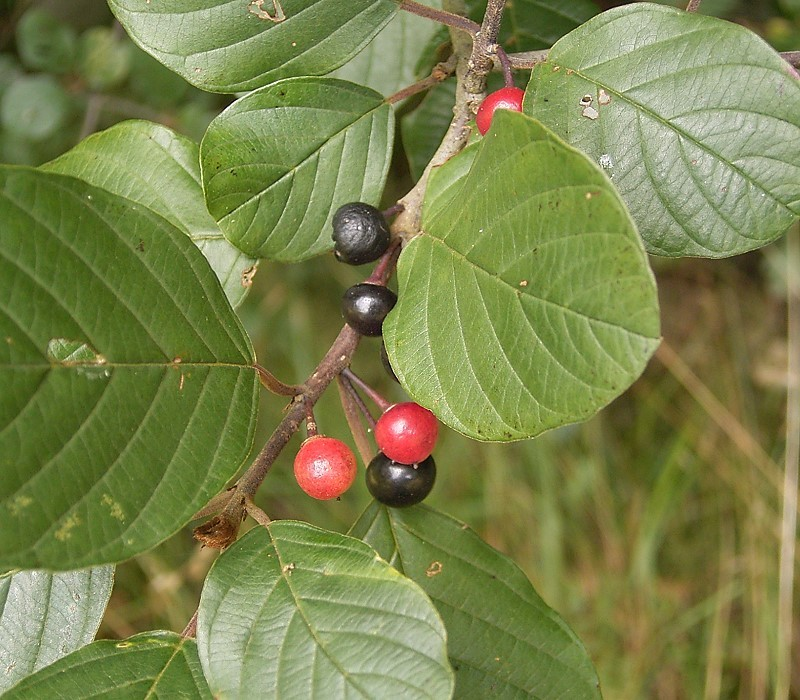
Faulbaum (Rhamnus frangula)

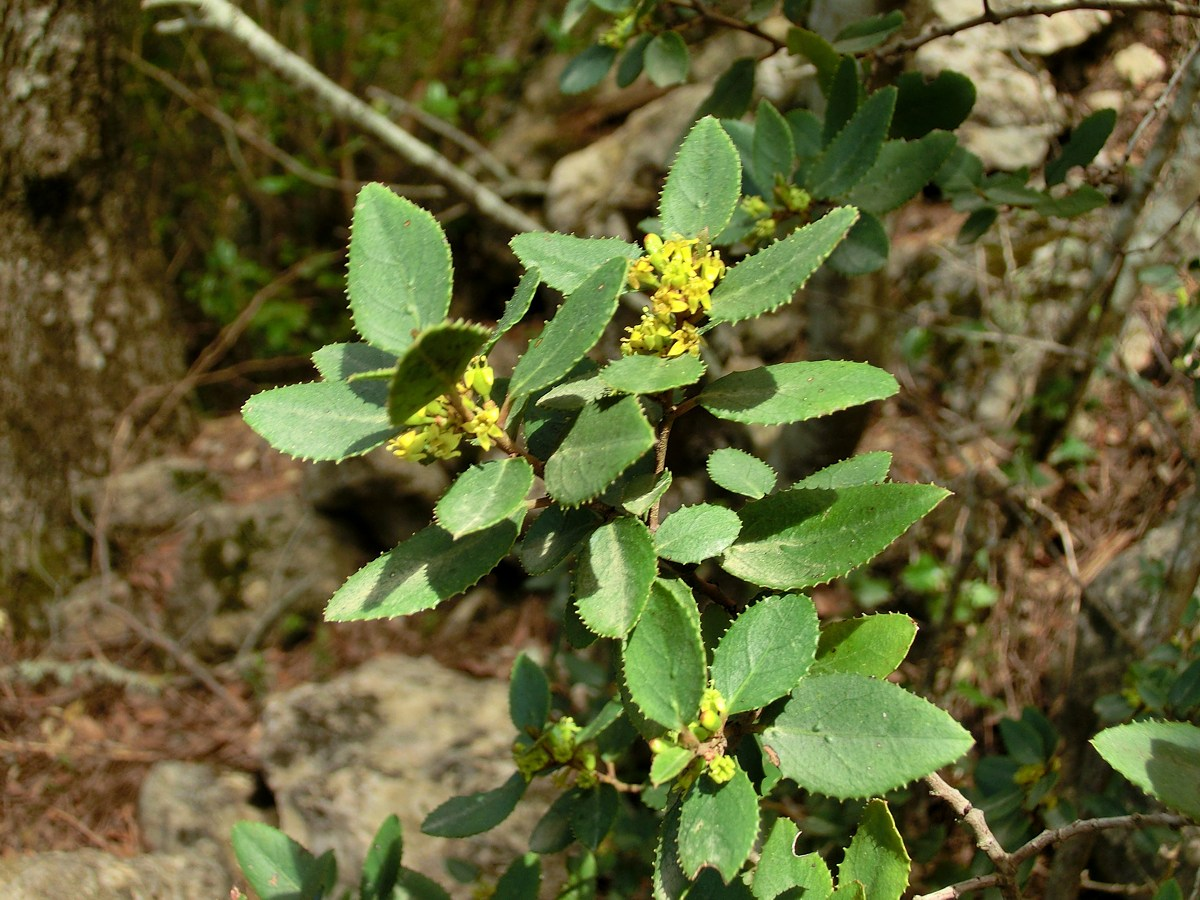
Balearen-Kreuzdorn (Rhamnus ludovici-salvatoris)

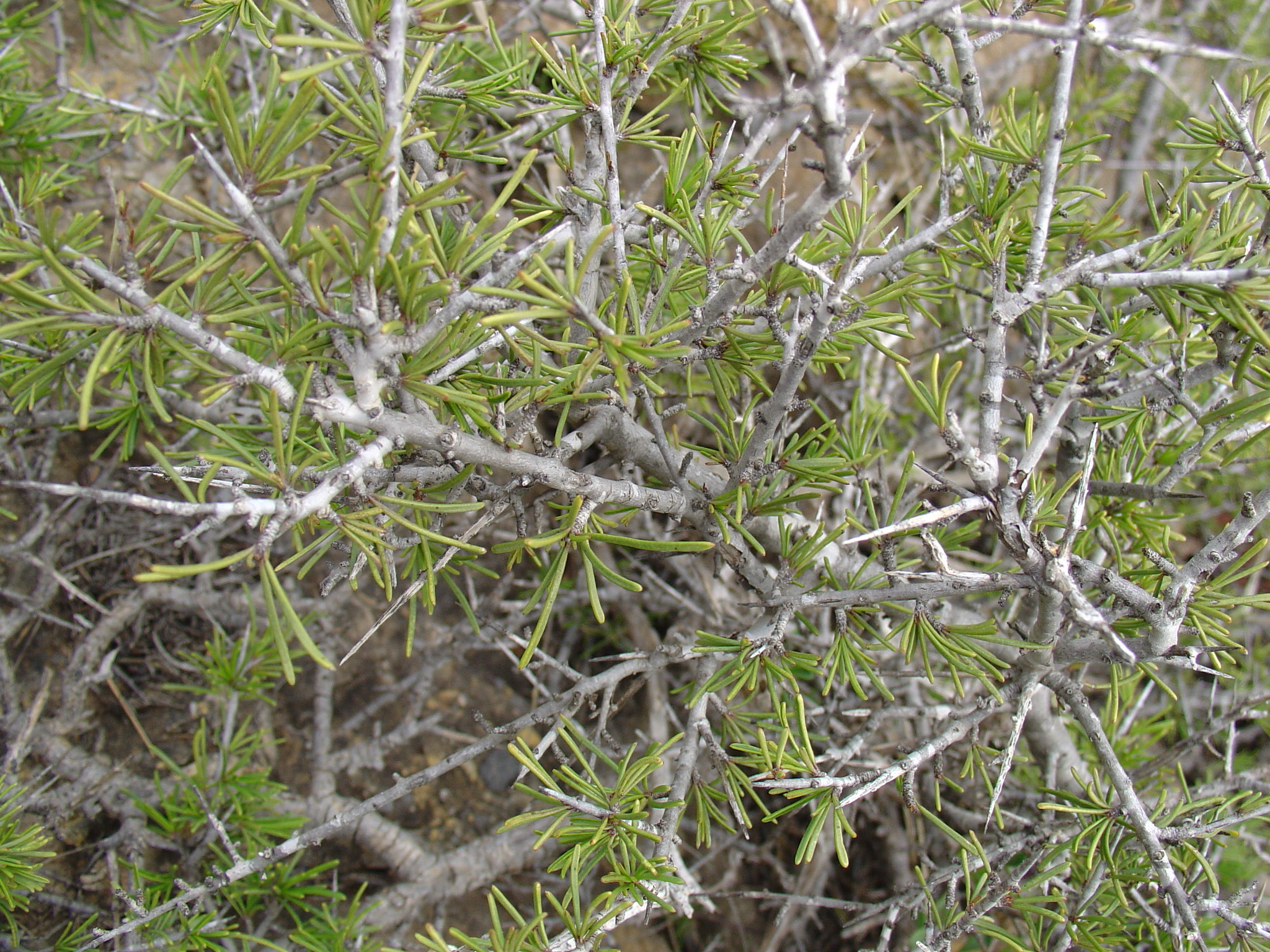
Bocksdornartiger Kreuzdorn (Rhamnus lycioides)

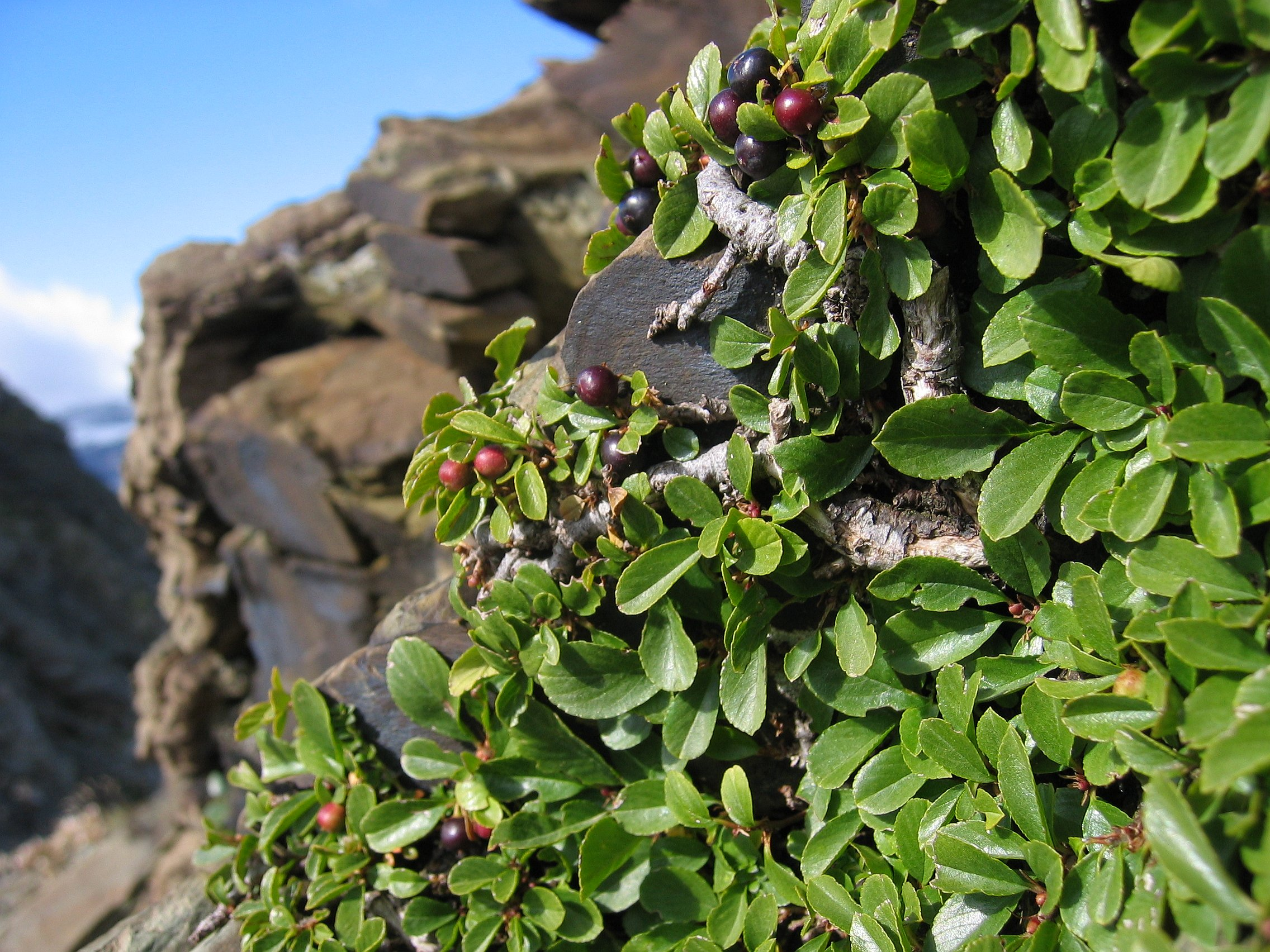
Zwerg-Kreuzdorn (Rhamnus pumila)

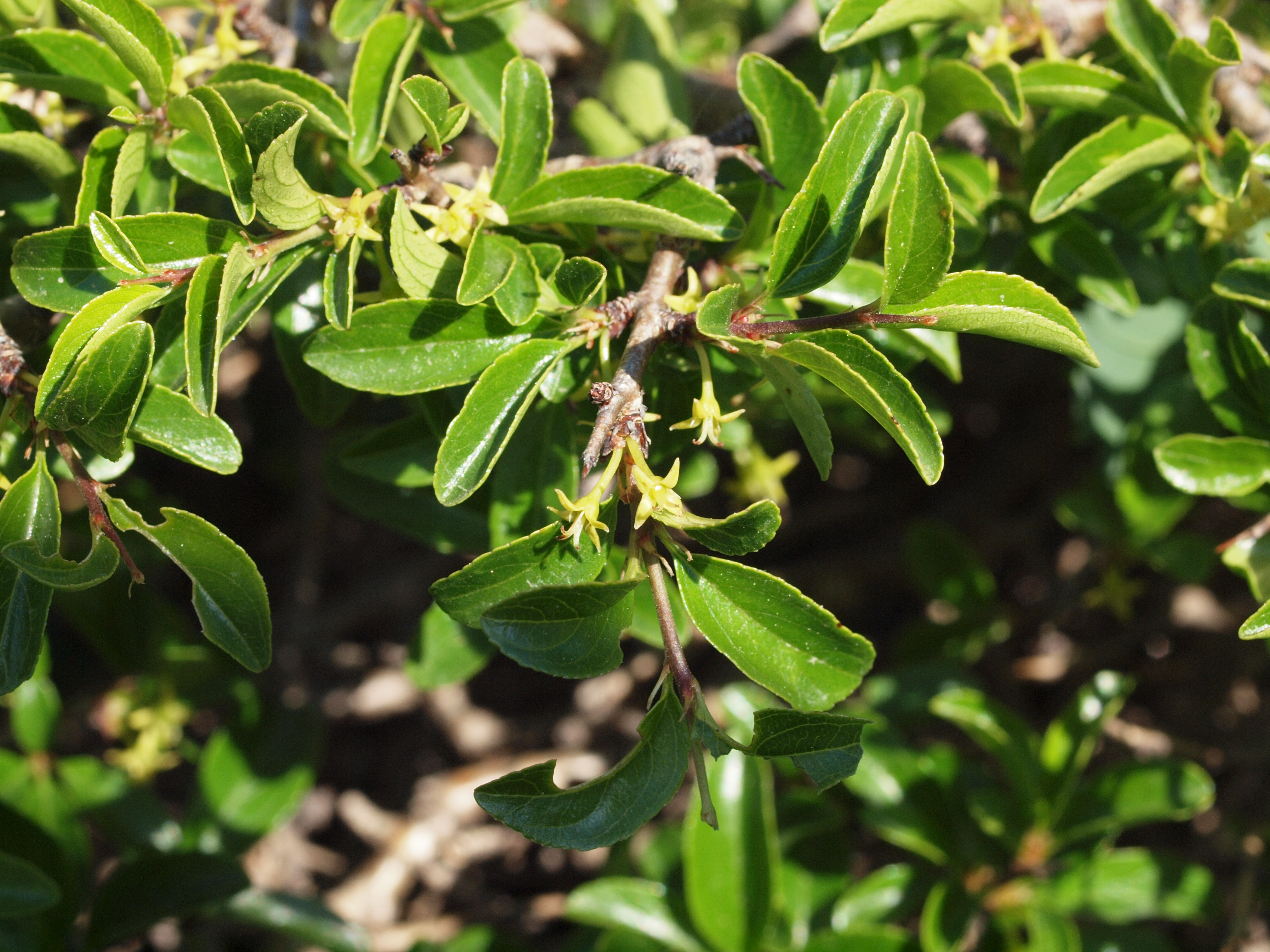
Felsen-Kreuzdorn (Rhamnus saxatilis)

### Vegetative Merkmale
Die Rhamnus-Arten sind meist sommergrüne, selten immergrüne Sträucher und kleine Bäume. Sie bilden häufig Dornen. Einige Arten bilden Knospenschuppen an den Winterknospen.
Die gegenständigen oder wechselständigen, selten in Büscheln auf Kurztrieben angeordneten Laubblätter sind in Blattstiel und -spreite gegliedert. Die Blattspreiten sind einfach und oft gesägt oder gezähnt und teils stachelig. Die Nebenblätter sind stark zugespitzt und meist abfallend.

### Generative Merkmale
Die Pflanzen sind zwittrig und einhäusig monözisch oder zweihäusig diözisch. Die Blüten stehen einzeln oder in zymösen, traubigen oder rispigen Blütenständen zusammen.
Die unscheinbaren Blüten sind oft teils funktionell, eingeschlechtlich oder zwittrig und meist vier- oder fünfzählig mit einfacher oder doppelter Blütenhülle. Die Blütenfarbe ist grünlich-weiß oder gelblich. Es ist ein glocken-, becherförmiger Blütenbecher vorhanden. Die vier oder fünf Kelchblätter sind knapp verwachsen und enden in eiförmig-dreieckigen, klappigen, freien Kelchzipfeln. Die meist vier bis fünf Kronblätter sind kürzer als die Kelchblätter, öfters fehlen sie ganz. Die vier bis fünf Staubblätter besitzen dorsal fixierte Staubbeutel. Die kugelförmigen, freistehenden und mehrkammerigen Fruchtknoten sind mittel- bis oberständig mit mehreren Griffelästen. Es ist oft ein Diskus vorhanden. Ein Pistillode kann in den männlichen Blüten vorkommen, in den weiblichen können Staminodien ausgebildet sein.
Die ledrigen oder fleischigen, beerenähnlichen Steinfrüchte enthalten zwei bis vier Kerne (Pyrene), die von Vögeln ausgebreitet werden. Die Früchte der meisten Arten enthalten einen gelben Farbstoff, die Samen reichlich Protein und Öle.

## Systematik und Verbreitung
Die Rhamnus-Arten kommen meist in gemäßigten bis tropischen Gebieten der Nordhalbkugel vor, hauptsächlich in Ostasien und Nordamerika, wenige in Europa und Afrika. Sie fehlen allein in Madagaskar, Australien und Polynesien.
Der Umfang der Gattung Rhamnus wird kontrovers diskutiert. Die Faulbäume (Frangula) werden häufig als eigene Gattung gesehen. Es gibt verschiedene Gliederungen der Gattung Rhamnus. Manche Autoren teilen die Gattung Rhamnus s. l. in zwei Untergattungen Rhamnus und Frangula, die weiter in Sektionen gegliedert werden. Die folgende Einteilung folgt dem System nach Suessenguth 1953, also noch bevor molekulargenetische Daten zur Verfügung standen:
- Untergattung Frangula (Miller) S.F.Gray:

Die Blüten sind fünfzählig und zwittrig. Die sind Samen ungefurcht und die Kotyledonen sind dick. Die Knospen haben keine Knospenschuppen. Blätter und Zweige sind wechselständig. Das Hauptverbreitungsgebiet ist das pazifische Nordamerika, darüber hinaus Afrika, Ostasien, Mittel- und Südamerika.
- Untergattung Rhamnus (Syn.: Eurhamnus Dippel):

Die Blüten sind immer eingeschlechtig und die Arten diözisch. Die Samen sind tief gefurcht. Die Keimung erfolgt epigäisch und die Keimblätter sind dünn. Die Blattstellung ist wechsel- oder gegenständig. Knospenschuppen sind vorhanden. Schwerpunkt der Verbreitung ist Ostasien.
Auswahl an Arten:
- Stechpalmen-Kreuzdorn oder Immergrüner Kreuzdorn (Rhamnus alaternus L.): Er kommt in Südeuropa, Nordafrika, in Westasien, auf der Krim und auf Gran Canaria vor.[6]
- Alpen-Kreuzdorn (Rhamnus alpina L.): Ohne Stacheln und mit vierzähligen Blüten. Er kommt in Mittel- und Südeuropa, in Westasien, Algerien und Marokko vor.[6]
- Purgier-Kreuzdorn oder nur Kreuzdorn bzw. Wegedorn (Rhamnus cathartica L.): Ein aufrechter Strauch mit großen, manchmal flaumig behaarten Blättern und fleischigen Früchten.[7]
- Rhamnus crocea Nutt.: Vorkommen im Südwesten der USA und Nordwesten Mexikos.[8]
- Krainer Kreuzdorn[9] (Rhamnus fallax Boiss., Syn.: Rhamnus alpina subsp. fallax (Boiss.) Maire & Petitm.): Er ist ohne Dornen und kommt in Südosteuropa und Westasien vor.[6]
- Faulbaum (Rhamnus frangula L., Syn.: Frangula alnus Mill.)
- Balearen-Kreuzdorn (Rhamnus ludovici-salvatoris Chodat, Syn.: Rhamnus balearica (DC.) Willk.): Vorkommen auf Mallorca und in Ost-Spanien (bei Valencia).
- Bocksdornartiger Kreuzdorn (Rhamnus lycioides L.): Er kommt in 7 Unterarten in Südeuropa, Nordafrika und Westasien vor.[6]
- Rhamnus myrtifolia Willk.
- Rhamnus oleoides L. => Rhamnus lycioides subsp. oleoides (L.) Jahand. & Maire
- Afrikanischer Faulbaum (Rhamnus prinoides L'Hér.): Er kommt im tropischen und im südlichen Afrika vor.[6]
- Zwerg-Kreuzdorn (Rhamnus pumila Turra): Kleinblättriger Zwergstrauch der süd- und mitteleuropäischen Gebirge.
- Purgier-Faulbaum (Rhamnus purshiana DC., Syn.: Frangula purshiana (DC.) A.Gray): Er kommt in British Columbia, Washington, Oregon, Idaho, Montana und in Kalifornien vor.[6]
- Rhamnus rupestris Scop. (Syn.: Frangula rupestris (Scop.) Schur): Sie kommt im nordöstlichen Italien, im früheren Jugoslawien, Albanien, Bulgarien und Griechenland vor.[6]
- Felsen-Kreuzdorn (Rhamnus saxatilis Jacq.): dicht verzweigte und dornige Art mit sehr kleinen Blättern. Er kommt in Gebirgen von Mittel- und Südeuropa und in der westlichen Türkei vor.[6]

## Verwendung
Das Öl der Samen wird zur Herstellung von Schmieröl, Druckerfarbe und Seife verwendet. Die Wurzeln und Blätter einiger Arten dienen als Heilmittel. Die Früchte einiger Arten, Purgier-Kreuzdorn, Stechpalmen-Kreuzdorn, Felsen-Kreuzdorn, Färberdorn (Rhamnus infectorius), werden zum Färben verwendet. Ein unter anderem aus Kreuzdornarten, insbesondere Färberdorn, gewonnener und eingetrockneter Pflanzensaft wurde im Mittelalter als Licium bezeichnet und als Arzneidroge verwendet.

## Nachweise